# Cellule de convection
 (août 2019).
Si vous disposez d'ouvrages ou d'articles de référence ou si vous connaissez des sites web de qualité traitant du thème abordé ici, merci de compléter l'article en donnant les références utiles à sa vérifiabilité et en les liant à la section « Notes et références ».
Une cellule de convection est une zone d'un fluide où celui-ci circule en circuit fermé. Le sens de rotation du fluide est cohérent au sein d'une même cellule, et son déplacement est de même sens de part et d'autre d'une paroi séparant deux cellules adjacentes.
L'organisation en cellules de convection est l'un des modes de la convection, que l'on observe quand le déséquilibre (thermique, notamment) à l'origine des mouvements convectifs est relativement modéré (pour un fort déséquilibre on passe à différents types de régimes turbulents, sans individualisation de cellules).

## Physique

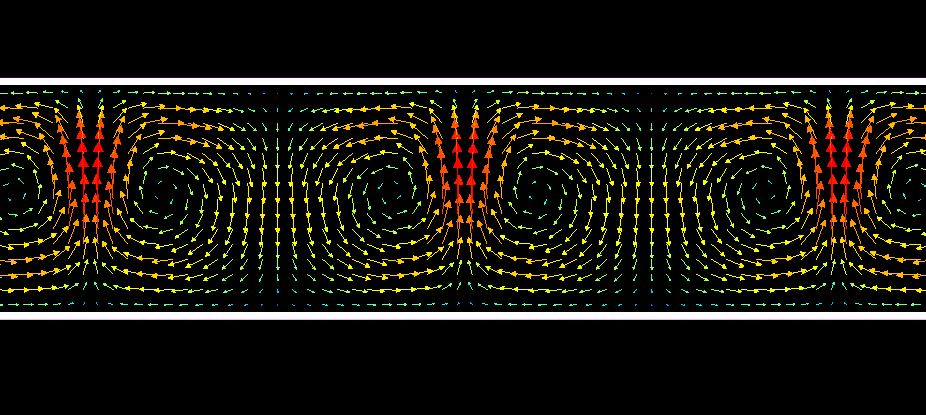
Représentation en coupe des mouvements de convection organisés en cellules mitoyennes.

Quand la base d'une couche de fluide est chauffée par le bas ou refroidie par le haut, le fluide peut rester en équilibre immobile ou être le théâtre de courants de convection, en fonction du déséquilibre thermique ΔT entre la base et le sommet :
- tant que ΔT est suffisamment faible, le fluide reste immobile, ou tend à s'immobiliser s'il est initialement l'objet de mouvements ;
- quand ΔT atteint et dépasse une certaine limite qui dépend de la gravité, des propriétés du fluide, des dimensions de la couche fluide et des conditions aux limites, plus précisément quand le nombre de Rayleigh Ra atteint et dépasse une certaine valeur critique Rac (qui ne dépend que des conditions aux limites), le fluide se met et se maintient en mouvement. Quand le rapport Ra/Rac reste suffisamment petit, le fluide s'organise en cellules de convection stationnaires, mitoyennes les unes des autres. Au sein d'une même cellule l'écoulement du fluide est laminaire et s'effectue dans un même sens de rotation. Le nombre et la forme des cellules de convection évoluent au fur et à mesure que Ra/Rac augmente ;
- Quand ΔT atteint et dépasse de nouvelles limites, plus précisément quand le nombre de Rayleigh atteint et dépasse certaines valeurs limites, l'organisation du fluide se modifie successivement :
  - les cellules de convection cessent d'être immobiles (elles se mettent à dériver et à se déformer) et l'écoulement en leur sein devient turbulent[1] (dans cet ordre ou dans l'ordre inverse en fonction d'autres nombres sans dimension que celui de Rayleigh),
  - ensuite les cellules de convection disparaissent au profit d'autres modes d'organisation de la convection, notamment des montées de fluide (depuis la base de la couche) et/ou des descentes (depuis son sommet) localisées à l'aplomb de points particuliers de la base et du sommet, points qui se déplacent eux-mêmes plus ou moins vite, apparaissent et disparaissent,
  - puis l'écoulement devient pleinement turbulent, avec diverses organisations spatiales et temporaires éphémères.

Quand le fluide est un liquide et que la couche a une surface libre, les variations de la tension superficielle avec la température peuvent avoir plus d'influence que celles de la densité (effet Marangoni). C'est alors le nombre de Marangoni au lieu du nombre de Rayleigh qui régit l'apparition et la disparition des cellules de convection, mais la succession des modes de convection est semblable à celle décrite ci-dessus.
La convection forcée peut aussi s'organiser en cellules de convection, tant que le déséquilibre cinématique (différence de vitesse entre les parois limitant le fluide) n'est pas trop grand. Comme pour l'instabilité de Rayleigh-Bénard, l'organisation des mouvements au sein du fluide se complexifie au fur et à mesure que le déséquilibre augmente.

## Géologie

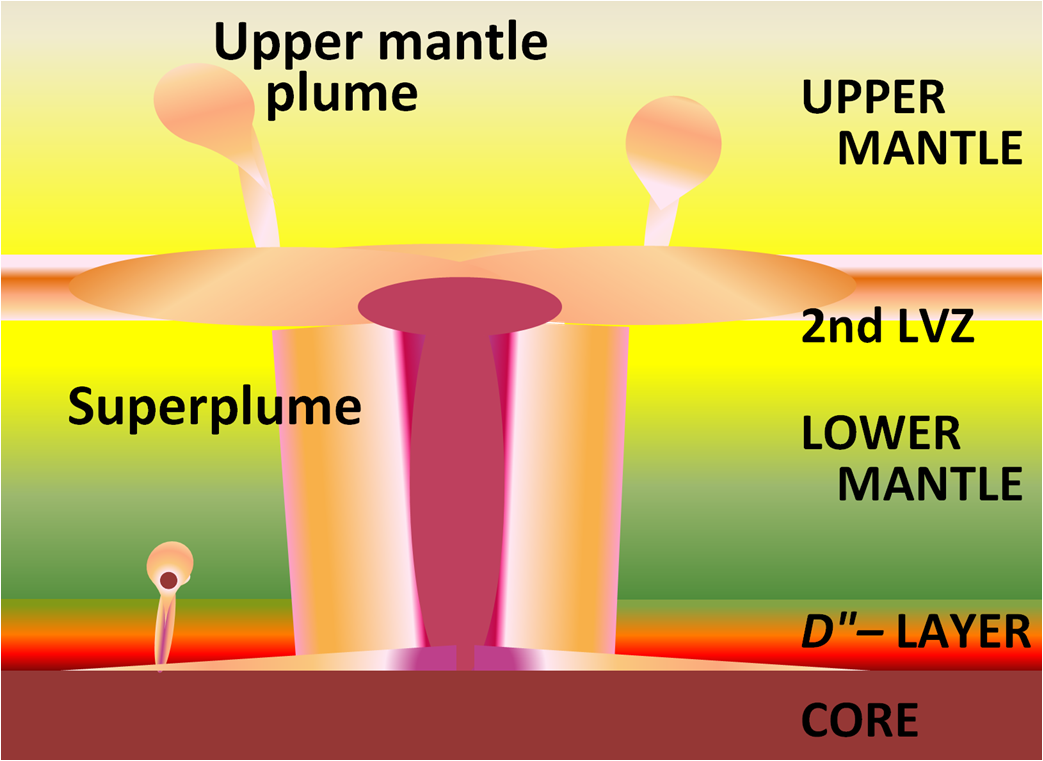
Ascendance d'un panache : magmatisme de point chaud.

Cellule de convection de la tectonique des plaques : magmatisme de rift.

La base du manteau terrestre (la discontinuité de Gutenberg) est beaucoup plus chaude que le sommet de la croûte (interfaces croûte-atmosphère, croûte-océan et croûte-inlandsis), en partie parce que la Terre initialement chaude est refroidie par le haut, mais surtout en raison du dégagement de chaleur par la désintégration radioactive des radionucléides primordiaux (U, Th, 40K) incorporés dans la Terre lors de sa formation. Toutes les estimations du nombre de Rayleigh Ra conduisent à des valeurs supérieures à la valeur critique Rac de plusieurs ordres de grandeur. On en déduit que le manteau, malgré l'extrême viscosité des roches qui le constituent, est soumis à des courants de convection, dont on peut même s'attendre à ce qu'ils soient turbulents.
La convection du manteau se manifeste sous au moins deux formes :
- des ascendances de matériel chaud assez localisées, appelées panaches, dont certains sont identifiés depuis la base du manteau jusqu'à leur expression en surface sous la forme de points chauds (avec notamment le magmatisme de point chaud[N 3]) ;
- la tectonique des plaques, qui se manifeste en surface par la création de croûte océanique (et par le magmatisme de rift[N 3]) d'un côté de chaque plaque lithosphérique, par la translation de la plaque (souvent sur des milliers de kilomètres), et par la plongée de la plaque dans le manteau de l'autre côté (la subduction, accompagnée du magmatisme de subduction[N 4]). Ces mouvements, nécessairement compensés par un courant de retour (encore mal identifié par les analyses sismologiques), sont organisés en cellules de convection qui évoluent mais perdurent pendant des millions ou centaines de millions d'années.

La tectonique des plaques contribue comme les panaches à l'évacuation de la chaleur interne terrestre (convection thermique), mais son mécanisme n'est pas celui de la convection de Rayleigh-Bénard. L'analyse des forces s'exerçant sur les plaques tectoniques montre que, au moins dans la majorité des cas, c'est le poids de la partie subductée qui entraîne la plaque tout entière, ce qui induit la remontée mantellique sous la dorsale (donc le volcanisme de rift) et le courant de retour. Ce n'est pas, comme on a pu le penser, la poussée du matériel chaud (et du magma) sous la dorsale. Il s'agit donc en réalité d'une convection forcée. La descente de la partie subductée entraîne aussi un mouvement cellulaire de convection forcée dans le coin de manteau susjacent.

## Météorologie et climatologie

Ascendance thermique.

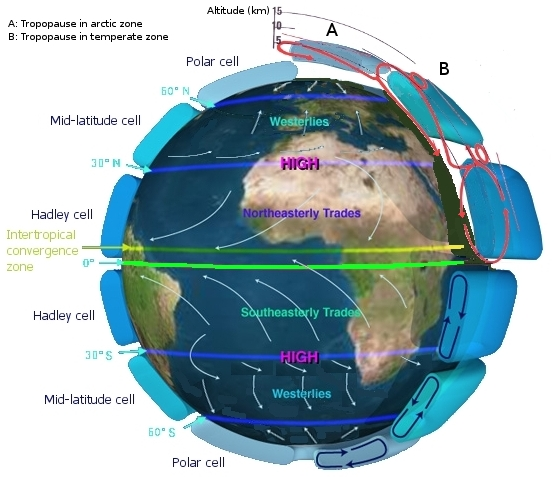
Circulation globale de la troposphère.

L'atmosphère terrestre est soumise à des courants de convection en raison de deux types principaux de déséquilibre thermique :
- entre le sol et le haut de la troposphère, parce que, l'atmosphère étant essentiellement transparente, la chaleur rayonnée par le Soleil vient essentiellement réchauffer le sol ;
- entre l'équateur[N 5] et les pôles, parce que la direction des rayons solaires est plus proche de la verticale près de l'équateur que près des pôles.

Le déséquilibre sol/tropopause produit surtout un écoulement turbulent caractérisé par des montées d'air chaud localisées (ascendances thermiques) et des descentes d'air froid spatialement plus étalées. Il peut aussi apparaître des cellules de convection, mais fluctuantes et temporaires.
Le déséquilibre équateur/pôles induit un écoulement d'échelle planétaire, qui s'organise en trois grandes cellules de convection dans chaque hémisphère : la cellule de Hadley, la cellule de Ferrel et la cellule polaire.
Il existe aussi d'autres types de déséquilibre thermique, liés par exemple à la présence de reliefs ou au contraste terre/mer. Ils engendrent des mouvements de convection locaux ou régionaux, qui peuvent s'organiser en cellules de convection.

## Astronomie

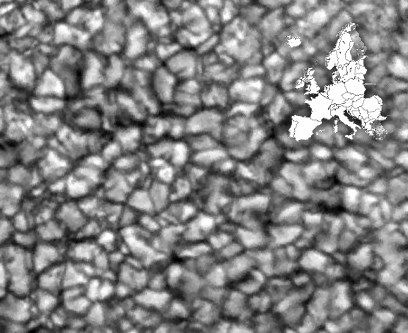
Les cellules de convection solaires s'étendent latéralement sur environ 1000 km. L'Europe est figurée pour visualiser l'échelle.

La zone convective du Soleil est située juste au-dessous de la photosphère et s'étend en profondeur sur 80 % du rayon solaire. En section, les cellules de convection, appelées granules, sont constituées au centre d'une zone ascendante de plasma chaud (5 000 à 6 000 K) et à la périphérie de plasma descendant plus froid (environ 400 K de moins qu'au centre). La largeur de ces granules varie de quelques centaines à deux milliers de kilomètres.
La zone convective des étoiles est plus ou moins étendue en profondeur :
- pour une étoile sur la séquence principale, son épaisseur dépend de la masse et de la composition chimique ;
  - dans les étoiles de très faible masse (naines rouges) et dans les protoétoiles en formation de faible masse (étoiles de type T Tauri), la zone convective occupe la totalité du volume de l’étoile,
  - dans les étoiles plus massives que deux fois la masse du Soleil, a contrario, la zone convective externe disparaît (laissant la place à la zone radiative) mais la convection subsiste au cœur de l’étoile ;
- pour une géante, la zone convective est très développée et occupe un pourcentage important du volume de l’étoile ;
- pour une supergéante, cette zone peut atteindre les trois quarts du volume de l’étoile, comme pour Bételgeuse.

C’est dans la zone convective externe que sont produits les champs magnétiques de type dynamo des étoiles froides comme le Soleil et les naines rouges.